# Dunes modernes du littoral landais de Vieux-Boucau à Hossegor
Dunes modernes du littoral landais de Vieux-Boucau à Hossegor este o arie protejată (sit de importanță comunitară — SCI) din Franța întinsă pe o suprafață de 176 ha, din care 1 % marine.

## Localizare
Centrul sitului Dunes modernes du littoral landais de Vieux-Boucau à Hossegor este situat la coordonatele 43°44′04″N 1°25′35″W / 43.73444°N 1.42639°V.

## Înființare
Situl Dunes modernes du littoral landais de Vieux-Boucau à Hossegor a fost declarat arie specială de conservare în baza directivei 92/43 din 1992 referitoare la conservarea habitatelor naturale și a faunei și florei sălbatice pentru a proteja un număr necunoscut de specii din flora spontană și fauna sălbatică aflate în arealul zonei.

## Biodiversitate
Situată în ecoregiunea atlantică, aria protejată conține 8 habitate naturale: Dune mobile cu vegetație embrionară, Dune mobile de-a lungul țărmului cu Ammophila arenaria („dune albe”), Dune de coastă fixe cu vegetație erbacee („dune gri”), Dune împădurite din regiunile atlantică, continentală și boreală, Dune împădurite cu Pinus pinea și/sau Pinus pinaster, Pajiști uscate europene, Depresiuni intradunale umede, Dune cu Salix repens ssp. argentea (Salicion arenariae).
La baza desemnării sitului se află un număr nedeclarat de specii protejate.
Pe lângă speciile protejate, pe teritoriul sitului au mai fost identificate 1 specie de păsări.